# Тавда (станция)
Тавда́ — участковая станция Северо-Восточного Уральского участка Свердловской железной дороги, расположенная в городе Тавде Свердловской области. Названа по наименованию реки Тавды, вблизи которой была построена станция. Станция считается портовой.
Отсюда идут однопутные линии к станциям Азанка и Карабашка. Линии не электрифицированы, обслуживаются тепловозами.

## История
Железнодорожная станция была построена в 1916 году. По названию станции 27 августа 1928 года назван посёлок Тавда, выросший затем до города.
Северо-Восточная железная дорога (Шарташ — Тавда) была введена в строй 16 октября 1916 года одновременно с Западно-Уральской дорогой.
Дорога была построена на частные средства. Нужно было топливо (древесина) для снабжения металлургических заводов Урала.
В 1959 году началось строительство железной дороги от Тавды до Устье-Ахи. Дорога строилась для разработки ресурсов севера Тюменской области (Ханты-Мансийского края). Дорога была запущена в 1969 году.  

## Деятельность
На станции осуществляются:
- продажа пассажирских билетов
- приём/выдача багажа в/из камеры хранения
- Прием и выдача повагонных отправок грузов, допускаемых к хранению на открытых площадках станций
- Прием и выдача грузов повагонными и мелкими отправками, загружаемых целыми вагонами, только на подъездных путях и местах необщего пользования
- приём/выдача грузов в универсальных контейнерах (3,3(5)т и 5(6,5)т)[4]